# Флаг Фолклендских островов

Аргентинский флаг Фолклендских островов. (Флаг провинции Terra del Fuego)

Флаг Фолкле́ндских острово́в является флагом британской заморской территории. Флаг представляет собой Blue Ensign с гербом Фолклендских островов. С момента получения островами собственного флага он не изменялся значительно. Главные изменения всегда касались герба, расположенного в правой части.
Аргентина считает Фолклендские острова частью своей провинции Огненная Земля, Антарктида и острова Южной Атлантики и флагом — флаг этой провинции.

1876-1925
1925-1948
29 сентября 1948 — 25 января 1999
Торговый флаг до 1999
Торговый флаг с 1999
Флаг британского губернатора